# Randall Cobb
Randall Craig  „Tex“ Cobb (* 7. Mai 1950 in Bridge City, Texas) ist ein US-amerikanischer Boxer und Schauspieler.

## Leben
Cobb wuchs in Abilene auf, wo er die High School und die Universität besuchte. Im Alter von 19 Jahren brach er seine schulische Ausbildung ab und begann eine Karriere als Boxer. Er zog nach Philadelphia und trainierte in einer von Joe Frazier betriebenen Boxschule. Zunächst kämpfte er erfolgreich als Kickboxer, dann wechselte er zum Boxen. 1977 hatte er seinen ersten Profikampf, den er durch TKO gegen Pedro Vega gewann. Seine nächsten 13 Kämpfe gewann er jeweils durch K. o., gegen Roy Wallace siegte er nach Punkten. Nach weiteren Siegen, unter anderem gegen Earnie Shavers, trat er im November 1982 in Houston im Titelkampf gegen Larry Holmes an, den amtierenden Schwergewichts-Weltmeister der WBC. Der Kampf ging über die volle Distanz von 15 Runden und ging nach Punkten klar an Holmes. 1984 unterlag er James „Buster“ Douglas. Cobb trat zwei Mal (1981 und 1985) gegen Michael Dokes an, verlor aber beide Kämpfe. 1988 beendete Cobb seine Karriere nach einem Sieg gegen Leon Spinks. 1992 hatte er ein kurzes Comeback, nach zehn Kämpfen trat er ein zweites Mal vom Boxsport zurück.
Cobbs Karriere als Schauspieler begann 1979 im Oscar-nominierten Spielfilm Der Champ mit Jon Voight und Faye Dunaway in den Hauptrollen, in dem er eine kleine Rolle als Boxer hatte. Ab den 1980er Jahren hatte er Gastrollen in verschiedenen Fernsehserien wie Miami Vice, MacGyver und Eine schrecklich nette Familie. Zudem hatte er Nebenrollen in vielen erfolgreichen Spielfilmproduktionen, darunter die Filmkomödien Auf der Suche nach dem goldenen Kind mit Eddie Murphy, dem vierten Teil der Police-Academy-Filmserie und Die nackte Kanone 33⅓. Er trat auch Mitte der 1990er Jahre auch in zwei Jim-Carrey-Komödien auf.
2008 holte Cobb im Alter von 57 Jahren seinen Universitätsabschluss nach. In der Temple University seiner Wahlheimat Philadelphia erhielt er den Bachelortitel in Sport.

## Filme
- 1979: Der Champ (The Champ)
- 1983: Die verwegenen Sieben (Uncommon Valor)
- 1985: Ein Fall für Braker (Braker)
- 1985: Code of Vengeance
- 1986: Auf der Suche nach dem goldenen Kind
- 1987: Police Academy 4 – Und jetzt geht’s rund
- 1987: Arizona Junior
- 1987: Critical Condition
- 1987: Das dreckige Dutzend III – Die tödliche Mission
- 1988: Zwei tolle Hechte im Knast (Buy and Cell)
- 1989: Blinde Wut
- 1989: Detroit City – Ein irrer Job
- 1989: Fletch – Der Tausendsassa
- 1990: Chaos im Knast
- 1991: Raw Nerve
- 1992: Ihr größter Coup (Diggstown)
- 1994: Die nackte Kanone 33⅓
- 1994: Ace Ventura – Ein tierischer Detektiv
- 1997: Der Dummschwätzer
- 1998: The Next Tenant
- 2000: Vice

## Serien
- 1985: Hardcastle & McCormick
- 1987: Miami Vice
- 1987: Das Model und der Schnüffler
- 1988: MacGyver
- 1990: In der Hitze der Nacht
- 1993: Eine schrecklich nette Familie
- 1994: Highlander
- 1998–2001: Walker, Texas Ranger (3 Folgen)
- 2000: Akte X – Die unheimlichen Fälle des FBI